# Masaaki Higašiguči
Masaaki Higašiguči (japonsko 東口 順昭), japonski nogometaš, * 12. maj 1986.
Za japonsko reprezentanco je odigral 8 uradnih tekem.